# Hanover (Ontario)
Hanover est une ville canadienne située dans le comté de Grey (Ontario). Fondé aux alentours de 1850, le village devient administrativement une ville en 1904. Bordée par la rivière Saugeen, la ville croît rapidement et devient un pôle industriel local durant la seconde moitié du 19e siècle. La ville est restée un centre économique et commercial local.

## Toponymie
Avant de prendre son nom actuel d'« Hanover », la localité était appelée « Buck's Crossing », « Buck's Bridge » ou « Adamstown ». Le terme « Buck » fait référence au patronyme de la première famille qui s'installe sur le territoire de la future ville.
Selon les spécialistes, il est probable que « Hanover » fasse référence Hanovre, possiblement la région d'origine de nombreux immigrés allemands ayant été parmi les premiers colons de la zone.

## Géographie
La localité de Hanover est une ville située dans le comté de Grey (province d'Ontario). Owen Sound, le chef-lieu du comté, est située à environ 70 kilomètres au nord-est de Hanover.
La ville d'Hanover est construite sur la rive sud de la rivière Saugeen.
|           | Elmwood  |        |
| Walkerton | Hanover  | Durham |
|           | Neustadt |        |

## Environnement
Les températures à Hanover fluctuent entre 25 et −10 degré celsius au plus fort des mois d'été et d'hiver. Les précipitations moyennes mensuelles sont comprises entre 70 et 110 millimètres.

## Démographie
Dans les années 2000, la ville d'Hanover compte un peu moins de 8 000 habitants.
| 2006  | 2011  | 2016  | 2021  |
| ----- | ----- | ----- | ----- |
| 7 147 | 7 490 | 7 688 | 7 967 |

## Histoire
Les premiers colons s'installent dans la zone qui deviendra Hanover peu avant 1850. Deux familles construisent leurs fermes et réalisent les premiers aménagements, notamment un sentier jusqu'à la ville de Durham située à l'est,.
Les années suivantes, elles sont rejointes par des colons allemands. La petite localité qui se forme prend d'abord les noms de « Buck's Crossing », « Buck's Bridge » ou « Adamstown ». À partir de 1856, un bureau de poste est installé et le ville prend le nom d'« Hanover »,.
Le village croit rapidement et devient un pôle industriel local, notamment pour les activités du bois. Au cours des années 1860 et 1870, la petite ville est notamment doté d'une fonderie, d'une tannerie, de plusieurs usines liées au travail du bois (scieries, usines de meubles ou de bois de construction) et d'usines travaillant la laine.
Hanover est reconnu administrativement comme une ville en 1904.

## Infrastructures
Avec le développement industriel de la ville à partir de 1860, plusieurs usines et installations industriels sont construites à Hanover. On compte notamment une tannerie, une fonderie, des scieries et des usines liées aux activités du bois ou de la laine.
La ville est dotée d'un bureau de poste depuis 1856.
Un hippodrome se trouve à Hanover.

## Économie
Durant la seconde moitié du 19e siècle, Hanover est une ville à caractère industriel. L'activité principale tourne autour du bois. La ville accueille ainsi plusieurs scieries ainsi que des usines spécialisées dans le bois d'ameublement ou de construction. D'autres secteurs industriels, notamment ceux en lien avec les activités du bois, connaissent également un certain essor comme le travail de la laine, la tannerie ou le travail des métaux.
En 1978, le fabricant de pianos Heintzman quitte Toronto et relocalise ses activités à Hanover. L'entreprise ferme définitivement en 1986.
Actuellement, Hanover est le pôle commercial local de la zone. La ville a reconverti ses activités industriels autour de l'agroalimentaire et de l'industrie légère.

## Personnalités liées à la ville
- Carl Schaefer : peintre né à Hanover[1]
- Tommy Burns : boxeur (champion du monde poids lourds) né dans un hameau d'Hanover[1]